# Francesco Viscardi
Francesco Viscardi (Milano, 12 febbraio 1904 – Milano, 24 settembre 1960) è stato un calciatore italiano, di ruolo difensore.

## Carriera
Viscardi ha indossato la maglia del Milan Football Club nella stagione 1925-1926 della Lega Nord di Prima Divisione, debuttando l'11 ottobre 1925 in Genoa-Milan 1-1. Con i rossoneri ha collezionato 4 presenze in gare ufficiali.
Successivamente ha giocato nel Varese.